# Большая Ужуиха
Большая Ужуиха (Ужуиха) — река в России, протекает в Республике Удмуртия и Пермском крае. Левый приток Камы.

## География
Река берёт начало у деревни Харнавы Чайковского района. В верхнем течении носит название Ужуиха. Течёт на юго-запад через леса, затем поворачивает на юг и течёт параллельно Каме. Устье реки находится у северной окраины города Сарапул в 285 км по левому берегу реки Кама. Длина реки составляет 32 км. Высота устья — 63,4 м над уровнем моря.
Основной приток — река Малая Ужуиха (правый).

## Данные водного реестра
По данным государственного водного реестра России относится к Камскому бассейновому округу, водохозяйственный участок реки — Кама от Воткинского гидроузла до Нижнекамского гидроузла, без рек Буй (от истока до Кармановского гидроузла), Иж, Ик и Белая, речной подбассейн реки — бассейны притоков Камы до впадения Белой. Речной бассейн реки — Кама.
Код объекта в государственном водном реестре — 10010101412111100015786.